# Little Joe (foguete)
Little Joe foi um Foguete auxiliar Americano usado em oito lançamentos entre 1959 e 1961 da base de Wallops Island Virgínia, para testar o sistema de escape e o escudo térmico para as cápsulas do Projeto Mercury. Tendo sido o primeiro foguete especificamente projetado para testes de qualificação de espaçonaves tripuladas, o foguete Little Joe foi também pioneiro na América em aplicar o princípio de cluster ou foguetes "em penca" formando um outro mais potente.
Um sucessor chamado, Little Joe II, foi usado para testes em voo do sistema de escape do Projeto Apollo entre 1963 e 1966.

## Origens
Quando a NASA precisou de um foguete auxiliar para testes relativos ao Projeto Mercury, os foguetes disponíveis eram muito caros. O Atlas custava $2,5 milhões por lançamento e até mesmo o Redstone, custava $1 milhão de dólares por lançamento. Os gerentes do Projeto Mercury rapidamente se conscientizaram de que os numerosos testes necessários teriam que ser realizados a um custo muito menor, algo em torno de $200.000 por cada lançamento. 
Em janeiro de 1958, Maxime Faget e Paul Purser já tinham um projeto em papel com um considerável nível de detalhe para juntar 4 foguetes MGM-29 Sergeant de combustível sólido "em penca" de forma a impulsionar modelos das capsulas Mercury em escala e peso reais acima da estratosfera. 
A proposta de Faget teve vida curta pois sofreu comparações com outro projeto que não teve êxito (o projeto Adam), mas em agosto de 1958, William Bland e Ronald Kolenkiewicz, retomaram o desenho em busca de um lançador barato capaz de permitir a execução dos testes necessários. Em outubro de 1958, uma equipe da NASA preparou novos layouts de engenharia e estimaram as necessidades mecânicas, materializando esse novo desenho em um lançador adequado.
Quando a "penca" de quatro foguetes começou a surgir nos desenhos, eles batizaram o foguete baseados na conformação dos motores que os fazia lembrar de uma jogada resultando em quatro no jogo de dados, o que na gíria Americana é chamado "Little Joe". Mais tarde, mais quatro motores menores foram adicionados intercalando-os com os já existentes, mas o nome original do foguete permaneceu.
O objetivo primário desse foguete auxiliar era bem simples: economizar dinheiro, permitindo numerosos testes em voo para qualificar as várias soluções para os milhares de problemas associados ao desenvolvimento de um voo tripulado, especialmente o problema de escapar de uma eventual explosão durante o lançamento. A aerodinâmica da capsula em condições de reentrada era uma outra preocupação básica. Para conseguir efetuar esses testes o mais rápido possível, os projetistas precisavam manter o conceito desse foguete auxiliar simples; devia usar combustível sólido e componentes já existentes sempre que possível, além de não requerer nenhum sistema eletrônico de controle e direcionamento.
Os projetistas do Little Joe o conceberam de forma a obter aproximadamente a mesma performance do foguete Redstone teria com a capsula como carga útil. Mas além de ser flexível o suficiente para executar uma variedade de missões, esse foguete podia ser produzido a um quinto do custo do Redstone, teria um custo operacional muito mais baixo, e poderia ser produzido e entregue em menos tempo e com menos esforço. E diferente dos lançadores maiores, ele poderia ser lançado da base de Wallops Island.

## Desenvolvimento
Doze companhias responderam aos convites para concorrência para fabricação do Little Joe em novembro de 1958. A avaliação técnica dessas propostas foi conduzida basicamente da mesma forma que as relativas à espaçonave exceto que o Langley Research Center cuidou ele mesmo da parte administrativa. A divisão de mísseis da North American Aviation venceu a concorrência em 29 de dezembro de 1958; e inicio os trabalhos imediatamente em Downey (Califórnia), na sua encomenda de sete foguetes e um lançador móvel.

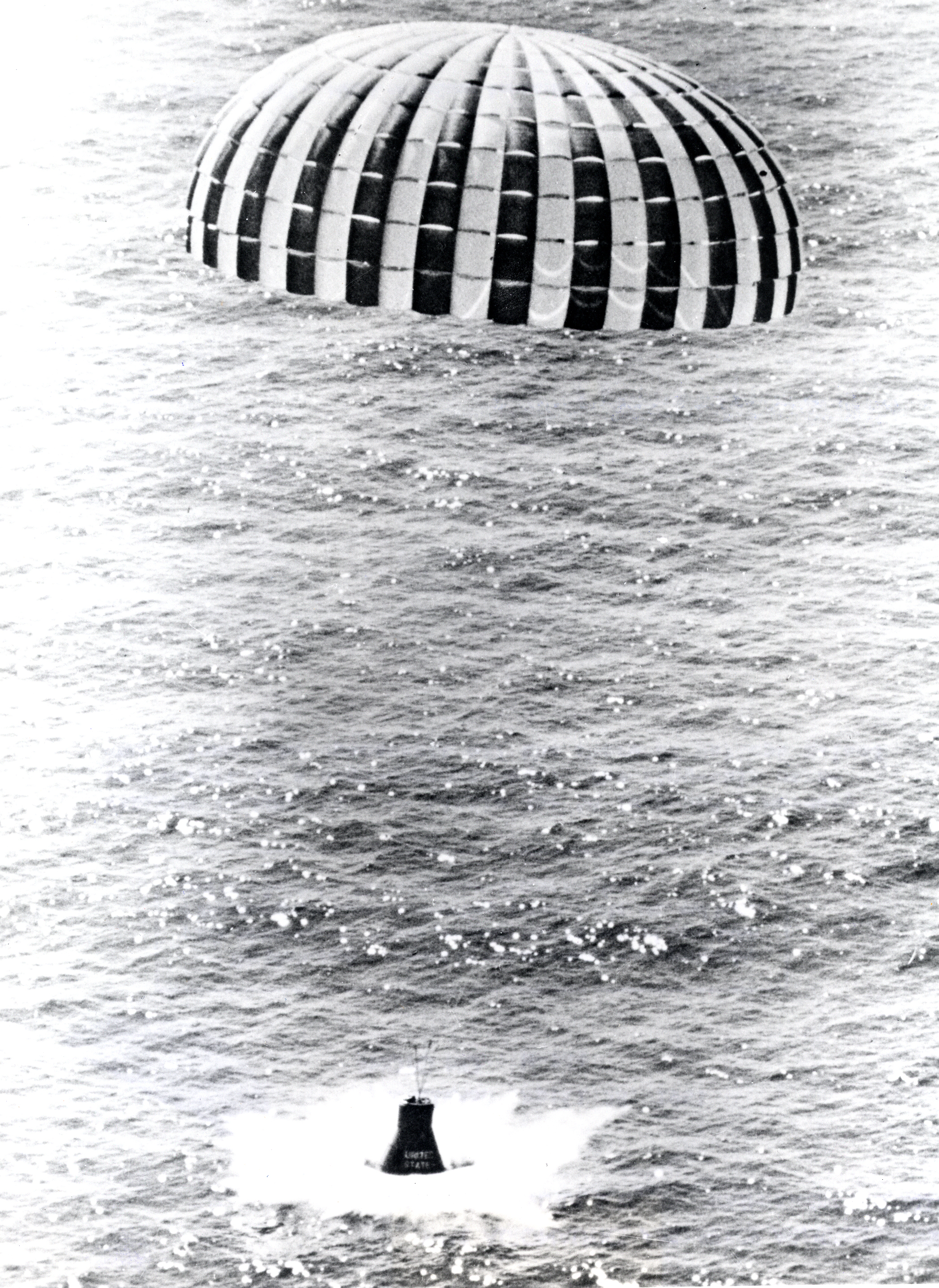
Um modelo de capsula Mercury pousa no oceano depois de ter sido lançada pelo Little Joe 5B

Os objetivos primários para o Little Joe ao final de 1958, eram: estudar a dinâmica da capsula em altitudes progressivamente maiores; testar o sistema de escape a máxima pressão dinâmica, qualificar o sistema de paraquedas e verificar os métodos de busca e recuperação no mar. Mas para acelerar a disponibilidade de dados empíricos para os especialistas, as prioridades precisavam ser melhor definidas. Os primeiros voos serviriam para obter medições sobre as forças atuantes na capsula tanto em voo quanto do impacto; os próximos voos deveriam medir parâmetros críticos em altitudes progressivamente mais altas (6, 75, and 150 km). Os objetivos previstos de cada voo podiam ser complementados por outros de tempos em tempos, como por exemplo: estudos de nível de ruído, carga de pressão e calor, separação do escudo térmico e comportamento de animais em voo, pois as medições podiam ser efetuadas com o mínimo de telemetria. Como todas as capsulas lançadas pelo Little Joe deveriam ser recuperadas, técnicas de gravação de dados a bordo também contribuíram para a simplicidade do sistema.
O primeiro de apenas dois foguetes auxiliares desenhados especificamente para a qualificação de espaçonaves tripuladas, Little Joe foi também um dos pioneiros do princípio de foguetes em cluster ou "em penca" para conter maiores potências. Como os quatro foguetes Sergeants (chamados de Castor ou Pollux dependendo das modificações) e os quatro foguetes Recruit suplementares eram preparados para disparar em diferentes sequências, o empuxo de partida variava de maneira considerável, mas o empuxo máximo projetado era de 1.020 kN. Teoricamente o suficiente para levar uma espaçonave de 1.800 kg num rota balística acima de 160 km de altitude. A força G exercida por todos esses foguetes deviam simular as mesmas que o lançados Atlas iria fornecer. Além disso, o puxão poderoso e repentino da torre de escape, sob as mais severas condições de lançamento imagináveis. Os engenheiros que projetaram e conduziram o Little Joe à maturidade, sabiam que ele era extremamente simples, mas esperavam que ele provasse a efetividade da maioria dos conceitos de desenho balístico da capsula, demonstrando os seus méritos.

## Voos
Em 21 de Janeiro de 1960, as cinco tentativas de voo do Little Joe gastou quatro dos seis foguetes de teste que a North American construiu para a NASA e cinco protótipos da espaçonave feitas nas oficinas de Langley. Os objetivos primários desses voos de teste eram parte integrante do desenvolvimento do programa de voo conduzido pela NASA conduzido pelo Grupo Tarefa de Voo, com o suporte das instalações de Langley e Wallops. Agora, apenas dois foguetes Little Joe restavam para os testes de qualificação em voo. A North American havia fabricado sete desses foguetes, mas um ficou retido na fábrica em Downey, California, para testes de carga estáticos. O Grupo Tarefa de Voo então ordenou que este último também fosse preparado para voo, de forma a contar com mais três foguetes para os testes restantes. O sucesso do voo Little Joe 1B em janeiro de 1960, significava que o próximo, o sexto, que seria chamado de Little Joe 5, deveria ser o primeiro a levar uma capsula real da linha de produção da McDonnell. Ao passar de testes sobre protótipos inertes para testes com capsulas reais, as atividades do Grupo Tarefa de Voo mudaram de nível, de pesquisa para desenvolvimento e operações subsequentes.

## Identificação das Missões
A designação oficial das missões Mercury eram constituídas por duas letras correspondendo ao tipo de veículo lançador, seguidas por um traço seguido por um dígito indicando o conjunto específico de objetivos do voo, e uma letra opcional para distinguir voos seguintes para completar esses objetivos. Portanto, a designação oficial para o primeiro voo do Little Joe foi "LJ-1". Os voos não ocorriam em sequencia numérica pois a agenda do projeto sofria adaptações de acordo com o progresso. A ordem final dos voos foi esta:
- 1 - LJ-1
- 2 - LJ-6
- 3 - LJ-1A
- 4 - LJ-2
- 5 - LJ-1B
- 6 - LJ-5
- 7 - LJ-5A
- 8 - LJ-5B

## Ligações Externas
- NASA - This New Ocean: A History of Project Mercury
- NASA Report: Performance characteristics of the Little Joe launch vehicle - September 1962
- Little Joe DVD